# Renascence, and Other Poems
Renascence, and Other Poems – debiutancki tomik wierszy amerykańskiej poetki, późniejszej zdobywczyni Nagrody Pulitzera Edny St. Vincent Millay, opublikowany w 1917. Tomik zawiera 19 utworów, w tym wiersz tytułowy i pięcioczęściowy cykl sonetów. Utwór Renascence poetka napisała, gdy miała 20 lat.